# Étretat
Étretat je francouzská obec v departementu Seine-Maritime. Leží na pobřeží Lamanšského průlivu v oblastí zvané Pays de Caux.
Obec je turisticky vyhledávaným cílem díky svým bílým útesům, zejména přirozeně vzniklým skalním obloukům nesoucím názvy Porte d'Aval, Porte d'Amont a Manneporte. Tyto oblouky se staly inspirací pro díla mnohých malířů (Eugène Boudin, Gustave Courbet, Claude Monet).
Narodil se zde francouzský filosof a historik Élie Halévy (1870-1937). Většinu svého dětství zde strávil spisovatel Guy de Maupassant (1850-1893).

## Geografie
Sousední obce: Bénouville, Le Tilleul, La Poterie-Cap-d'Antifer a Bordeux-Saint-Clair.

## Vývoj počtu obyvatel
Počet obyvatel